# HERACLES (sonde spatiale)
HERACLES (acronyme de Human  Enhanced  Robotic  Architecture  Capability  for  Lunar  Exploration  and Science) est un projet annulé de mission spatiale étudié par l'Agence spatiale européenne avec l'Agence spatiale japonaise (JAXA) et l'Agence spatiale canadienne comprenant l'envoi d'un rover lourd à la surface de la Lune et permettant le retour d'échantillons de sol lunaire sur Terre. La mission s'appuiera sur la station spatiale lunaire développée à l'initiative de la NASA. La mission est annulée en 2019 au profit de l'atterrisseur Argonaut.

## Contexte
La Lune a été depuis la fin des années 1990 l'objectif de plusieurs missions spatiales : Chandrayaan-1,  SELENE, Lunar Reconnaissance Orbiter, GRAIL et Chang'E. Plusieurs concepts fondamentaux portant sur la formation du système solaire et le Grand bombardement tardif ont été développés en se basant sur les roches lunaires ramenées par les missions du programme Apollo et sur des données collectées par des instruments installés sur des orbiteurs. Mais il subsiste de nombreuses inconnues : l'hypothèse du grand bombardement tardif ne fait par exemple pas l'unanimité. Il est nécessaire de retourner sur la Lune pour des missions de longue durée en utilisant des orbiteurs, atterrisseurs, rovers et des équipages d'astronautes. Plusieurs agences spatiales, comme la NASA et la Chine ont choisi de revenir sur la Lune pour tester les équipements et les procédures dans le but de préparer l'exploration d'autres planètes. HERACLES est un projet mené par l'Agence spatiale européenne en collaboration avec l'Agence spatiale japonaise (JAXA) et l'Agence spatiale canadienne dont l'objectif est à la fois de préparer le retour de l'homme à la surface de la Lune et d'effectuer des recherches scientifiques de qualité. Le projet comprend le développement d'un engin capable de poser à la surface de la Lune, d'y déposer un rover lourd et de ramener 15 kilogrammes d'échantillons du sol lunaire.
Ce projet est étudié pendant plusieurs années par les trois agences spatiales sous l'appellation Human Lunar Exploration Precursor Program. Ses caractéristiques se sont précisées en 2018 avec la décision de la NASA de développer une station spatiale placée en orbite lunaire : la Lunar Orbital Platform-Gateway (LOP-G). Celle-ci doit être déployée au début de la décennie 2020. Le module d'Heracles ramenant les échantillons du sol lunaire s'amarrera à la station spatiale et les roches lunaires seront confiés aux astronautes lors de leur retour sur Terre à bord du vaisseau Orion. La réalisation de la mission devrait être décidée par les responsables des trois agences spatiales impliquées.
La mission est annulée au profit de l'atterrisseur lunaire européen Argonaut.

## Objectifs
Les objectifs d'Heracles sont : 
- Préparer les futures missions avec équipage sur le sol lunaire en développant et testant les équipements et les procédures nécessaires pour l'atterrissage, les opérations à la surface de la Lune et le retour sur Terre.
- Permettre d'acquérir de nouvelles données scientifiques en particulier grâce aux retours d'échantillons du sol lunaire.
- Acquérir des connaissances dans le domaine scientifique et de l'exploration en particulier dans le domaine des ressources que pourraient fournir la Lune
- Permettre de tester les équipements et les procédures qui pourront être utilisés sur Mars.

## Site d'atterrissage
Plusieurs sites d'atterrissage sont envisagés dont le cratère Schrödinger sur la face cachée de la Lune, la mer de Moscovie,  le cratère Copernic , le cratère Jackson et des dépôts basaltiques récents du cratère Flamsteed.

## Caractéristiques techniques
Pour remplir ces objectifs, le projet prévoit le développement d'une sonde spatiale de 8,5 tonnes comprenant les composants suivants, : 
- Un étage de descente LDE (Lunar  Descent  Element) développé par l'Agence spatiale japonaise. D'une masse de 6,8 tonnes, il pourra déposer une charge utile de 1530 kg à la surface de la Lune. Le LDE utilisera un moteur d'une poussée de maximale de 30 kiloNewton brûlant un mélange de méthane liquide et d'oxygène liquide.
- Un module de 100 kg permettant de déposer le rover lunaire  à la surface de la Lune et développé par l'Agence spatiale européenne
- Un rover lunaire de 330 kg développé par l'agence spatiale canadienne. L'énergie est produite par un générateur thermoélectrique à radioisotope fourni par la NASA lui permettant de parcourir 100 kilomètres à la surface de la Lune et de survivre durant la nuit lunaire. Ce dispositif sera complété par un panneau solaire en position verticale pour optimiser l'incidence du rayonnement solaire dans la région polaire. Le rover doit collecter 10 échantillons de sol à autant d'endroits différents avant de les rapporter au LAE (voir ci-dessous). Il sera équipé d'un bras robotique permettant d'étudier le sol et d'une suite d'instruments scientifiques d'une masse de 90 kilogrammes permettant de fournir le contexte des prélèvements de sol et de réaliser des études géologiques tout au long de ce parcours. Les instruments devraient comprendre des caméras, des spectromètres, un réflecteur laser et sans doute des instruments de géophysique. Le rover sera télécommandé depuis la station spatiale lunaire.
- Un étage de remontée LAE (Lunar  Ascent  Element) développé par l'Agence spatiale européenne. D'une masse avec les ergols de 1100 kilogrammes, il sera chargé de ramener à la station spatiale lunaire le container de 22 kg contenant les échantillons de sol. Il sera propulsé par un moteur-fusée d'une poussée de 6 kiloNewton.

## Déroulement de la mission
Il était prévu que la sonde spatiale Heracles soit lancée vers 2026 par une fusée européenne Ariane 6. Son lancement coïncidera avec le lancement d'un équipage de 4 astronautes qui doit constituer l'équipage de la station spatiale lunaire LOP-G. 10 à 20 jours après le lancement, la sonde spatiale se placera en orbite autour de la Lune puis atterrira sur le sol lunaire. Le rover devrait alors effectuer un parcours de 30 kilomètres en 70 jours en collectant 15 kilogrammes  d'échantillons de roche lunaire. Le rover regagnera alors le site d'atterrissage et placera les échantillons dans la capsule prévue pour son stockage selon des modalités restant à définir. L'étage de remontée décollera et effectuera un rendez-vous avec la station spatiale lunaire. Les roches lunaires seront ramenées par l'équipage de la station lors de son retour sur Terre à bord du vaisseau Orion.

### Sources
- (en) H. Hiesinger, M. Landgraf et W. Carey « HERACLES:An ESA-JAXA-CSA Joint Study on Returning to the Moon » (mars 2019)  (lire en ligne) [PDF]
—50th Lunar and Planetary Science Conference 2019